# Verzorgingsplaats Krabbenbosschen
Verzorgingsplaats Krabbenbosschen was een  Nederlandse verzorgingsplaats die was gelegen aan het gemeenschappelijke trajectdeel van de autosnelwegen A16 en A58 ten noorden van knooppunt Galder, in de richting van Antwerpen. De verzorgingsplaats lag bij Breda. Aan de andere kant van de weg lag verzorgingsplaats Mastbos. Beide verzorgingsplaatsen zijn weggehaald vanwege de aanleg van de spoorlijn HSL-Zuid.
Er was geen horeca en/of tankstation, alleen parkeerplaatsen.
A1: De Haar · Elsenerveld · Friezenberg · Jool-Hul  
A2: Proostwetering · De Rooijen · Zwartehof · Heezerhut · Aalsterhut  
A4: Leiburg · Oostvliet  
A6: De Monnik  
A9: Amstelveen · Hammerstein  
A12: Mollebos · De Heul · De Roode Haan  
A15: Zeekade · Kraaienbos · De Laar · Topsweerd · Groenendijk  
A16: Krabbenbosschen · Mastbos  
A17: Kapelberg  
A20: Aalkeet  
A27: Bosberg  
A28: Holkerveen · Nunspeet-Noord · Nunspeet-Zuid  
A50: Meilanden · Kabeljauw  
A58: Krabbenbosschen · Mastbos · Sloedam  
A59: Tollenaer · 't Vaerland  
A67: De Gender · De Blauwe Klei  
A79: Keelbos · Ravensbos  
A326: Rolenhof